# George Herman Babcock
Pour les articles homonymes, voir Babcock.
 (décembre 2023).
Si vous disposez d'ouvrages ou d'articles de référence ou si vous connaissez des sites web de qualité traitant du thème abordé ici, merci de compléter l'article en donnant les références utiles à sa vérifiabilité et en les liant à la section « Notes et références ».
George Herman Babcock, né le 17 juin 1832 et décédé le 16 décembre 1893, était un inventeur américain. Avec Stephen Wilcox, il a amélioré la chaudière tubulaire, et créa la société Babcock & Wilcox.
Les chaudières tubulaires de Babcock fournissaient un débit de vapeur plus sûr et efficace, et furent conçues pour fonctionner mieux sous hautes pressions que les précédentes chaudières. En 1881, leur compagnie fut enregistrée : Babcock en devient le président et Wilcox le vice-président.
En 1997, Babcock fut inscrit au National Inventors Hall of Fame.